# 鬚副脂䲁
鬚副脂䲁（學名：Paraclinus barbatus），為輻鰭魚綱䲁形目脂䲁科副脂䲁屬的一個種，分布於西大西洋巴哈馬及維京群島海域，深度12至50公尺，本魚體長，吻鈍尖，頦尖有明顯的眼長鬚，鼻孔有觸鬚，眼和頸背有槳狀觸鬚，末端有圓形瘤，身體焦橙色至紅色，上身有大片不規則的白色斑點，頭部顏色較深，前部逐漸變為紫紅色，吻部和頦鬚微白色，一條紫紅色、白色邊緣的橫帶從眼部向下延伸至腹部，虹膜橙紅色，帶有黑色輻射線條，一條白色斑塊從前側蓋骨下鰭旁鰭條黑色橫帶，背鰭基部橙色，外側白色，後部有3條黑色、黃紅色環狀眼斑，臀鰭基部黑色，外側白色，尾鰭白色，帶有黑色橫帶，背鰭硬棘28-29枚，第3、4背棘間有深凹，背鰭軟條1枚、臀鰭硬棘2枚、臀鰭軟條19-20枚，體長可達3.4公分，棲息在珊瑚礁區，生活習性不明。